# Giovanni di Dio
Giovanni di Dio, al secolo João Cidade Duarte (Montemor-o-Novo, 1495 – Granada, 8 marzo 1550), è stato un tipografo e libraio spagnolo, fondatore dell'Ordine dei Fratelli della Misericordia di S. Giovanni di Dio. La Chiesa cattolica lo venera come santo. È il santo patrono degli ospedali, degli ammalati e degli infermieri, dei librai e dei tipografi, nonché della città di Granada.

## Fondazione dei Fratelli della Misericordia
Dopo una vita travagliata come pastore, soldato e libraio, Giovanni, che aveva già più di 40 anni, ascoltò a Granada il predicatore spagnolo Giovanni d'Avila; a quel punto abbandonò la sua vita precedente e, dopo un soggiorno in ospedale, si dedicò esclusivamente all'assistenza dei malati.
Fondò un ospedale a Granada, che ottenne rapidamente fama nazionale. Seguirono altre fondazioni ospedaliere, cinque in totale, che divennero pionieristiche, in particolare nella cura dei malati mentali. Dopo la sua morte, l'Ordine dei Fratelli della Misericordia, che vive secondo la Regola di Sant'Agostino, si sviluppò, in origine involontariamente, dal gruppo dei suoi più stretti colleghi del personale infermieristico. La comunità, che ancora oggi è considerata uno dei più importanti ordini infermieristici maschili, è composta principalmente da fratelli laici che, oltre ai tre voti tradizionali, fanno il voto di “ospitalità” (intesa come assistenza a chi ha bisogno).
San Giovanni di Dio è raffigurato con un melograno, il frutto araldico di Granada, come attributo iconografico del santo. Una spiegazione ipotizza che egli utilizzasse questo frutto nel suo ospedale per curare molte malattie.

## Biografia
Secondo la tradizione, João Cidade nacque nel 1495 nella cittadina portoghese di Montemor-o-Novo, a sud-est di Lisbona. Secondo l'ipotesi più recente a Casarrubios del Monte, nella provincia di Toledo, in Spagna.
I suoi genitori sono sconosciuti. Recentemente, tuttavia, sulla base dell'analisi di documenti d'archivio scoperti nel XX secolo, si ipotizza che egli provenisse in realtà dalla comunità toledana di Casarrubios del Monte e che i suoi genitori (o la sola madre) fossero fuggiti in Portogallo con il bambino, forse perché ebrei e costretti a lasciare la Castiglia in seguito all'Editto di Alhambra. Il suo primo biografo, Francisco de Castro, la cui biografia del fondatore dell'ordine apparve per la prima volta nel 1585, nascose le sue origini esatte, probabilmente perché non sembravano favorevoli a una possibile canonizzazione.
Per ragioni sconosciute, Giovanni lasciò la casa dei genitori all'età di otto anni e tornò in Spagna. Il suo primo biografo riferisce che fu rapito da un ecclesiastico, ma le biografie successive descrivono altre circostanze fittizie. In ogni caso, visse tra il 1503 e il 1529, con una breve interruzione a Oropesa, vicino a Toledo, dove fu accolto ed educato nella casa di un amministratore del conte di Oropesa, Francisco Mayoral. Da bambino, inizialmente aveva il compito di portare la merenda ai pastori e presto divenne lui stesso un pastore. È possibile che già allora gli fosse stato dato il soprannome de Dios (“da Dio”), che era comune per i trovatelli orfani. Nel 1523, come soldato di Carlo V, partecipò all'assedio di Fuenterrabía, occupata da Enrico II di Francia, ma abbandonò presto la vita da soldato per tornare a Oropesa.
Nel 1529, Giovanni viaggiò con un contingente del conte di Oropesa nell'esercito di Carlo V come lanzichenecchi contro i Turchi, che all'epoca assediavano Vienna. Johannes raggiunse Vienna passando per Barcellona, Genova, il Lago di Garda, Innsbruck e Linz ed era presente il 24 settembre 1532 quando Carlo V entrò in città e ispezionò le sue truppe. Nell'ottobre del 1532 tornò in Spagna con il suo maestro via nave, passando per La Coruña. Si recò in pellegrinaggio a Santiago de Compostela e nello stesso anno proseguì per il Portogallo, nella sua città natale di Montemor-o-Novo, dove cercò invano i suoi genitori o i genitori adottivi. Non tornò quindi a Oropesa, ma viaggiò attraverso Siviglia e Gibilterra fino a Ceuta, in Africa. Durante la traversata incontrò un nobile esiliato dalla corte reale portoghese con la moglie e le quattro figlie. Johannes si mise a costruire fortezze e mantenne la famiglia con i suoi guadagni.
Alla fine dell'estate del 1533, dopo la conversione all'Islam di un collega di lavoro, che lo sconvolse, Giovanni tornò a Gibilterra su consiglio di un ecclesiastico e avviò un'attività di vendita di libri spirituali e immagini di santi. Poco prima del Natale dello stesso anno, aprì una libreria a Granada, vicino all'Elvirator.

### La chiamata di Dio
Il 20 gennaio 1539, Giovanni ascoltò il famoso predicatore Giovanni d'Avila. Giovanni rimase così impressionato da questa predica che diede via tutti i suoi beni. Il presunto pazzo fu portato all'ospedale reale, dove imparò a conoscere la condizione dei malati, soprattutto di quelli mentali. Dopo essere stato dimesso dall'ospedale, si recò in pellegrinaggio a Guadalupe e iniziò a curare i malati che aveva raccolto per strada sotto l'arco della casa di una famiglia moresca convertita. Questo arco con il motto della famiglia “Il cuore comanda” è ancora conservato. Johannes fu presto in grado di realizzare le sue idee infermieristiche in una casa in affitto. I pazienti erano separati in base alla loro malattia e ogni malato aveva il proprio letto. Egli fece anche curare i malati da un medico. Spesso raccoglieva i malati per strada e li portava in spalla fino al suo ospedale.
Nell'autunno del 1539 costruì il suo primo ospedale nella Lucenagasse. L'affitto fu pagato da mecenati che lo sostennero fin dall'inizio del suo lavoro. Si occupava personalmente del vitto per i malati e i poveri, raccogliendo avanzi e denaro per sfamare i malati la sera al grido di “Fate del bene, fratelli!”. Sebbene all'inizio Giovanni fosse ridicolizzato come un pazzo, il suo lavoro attirò presto l'attenzione e il sostegno.

### La santità
La gente rimase colpita dal suo impegno appassionato e disinteressato verso i più poveri della società. A novembre o dicembre, durante il loro primo incontro, il vescovo di Tuy, presidente della cancelleria reale di Granada, lo chiamò “Giovanni di Dio” perché, secondo lui, un uomo poteva compiere un'opera del genere solo se era chiamato da Dio a farlo. Il vescovo regalò a Giovanni una veste di lino grezzo e sbiancato, che avrebbe indossato da quel momento in poi.
Giovanni si occupò anche degli emarginati. Cercò di comprare la libertà delle prostitute e di farle sposare o trovare loro un lavoro. Trovò anche i suoi primi aiutanti nell'ambiente dei papponi, Antón Martin, il vendicatore di un uomo assassinato, e Pedro Velasco, l'assassino, che riuscì a riconciliare. In questo periodo, sempre più persone ricche e nobili sostengono il suo lavoro.
Il secondo ospedale fu fondato nel 1547 in un ex convento carmelitano sul pendio di Gomeles, all'ingresso principale dell'Alhambra. Il piano terra serviva da ostello per i pellegrini e i senzatetto, mentre il primo piano aveva 100 letti. Vi venivano accolti anche bambini abbandonati. Johannes viaggiò attraverso l'Andalusia per trovare mecenati. Nel 1548, Giovanni si recò alla corte reale di Valladolid per incontrare Filippo II e raccogliere fondi.
Quando l'Ospedale Reale bruciò a Granada il 3 luglio 1549, Giovanni salvò molti malati dalle fiamme. Gettò dalle finestre tutto ciò che era utile, finché non rimase intrappolato dalle fiamme ai piani superiori e si salvò dal tetto. Quando il fiume Genil straripò nell'inverno del 1549/50, Johannes si recò anche sulla riva del fiume per pescare legna da ardere dalle piene. Tentò invano di salvare un ragazzo dall'acqua e nel farlo si prese un forte raffreddore. Prima di morire, organizzò tutto all'ospedale e si assicurò che tutti i debiti fossero pagati.

## Il culto

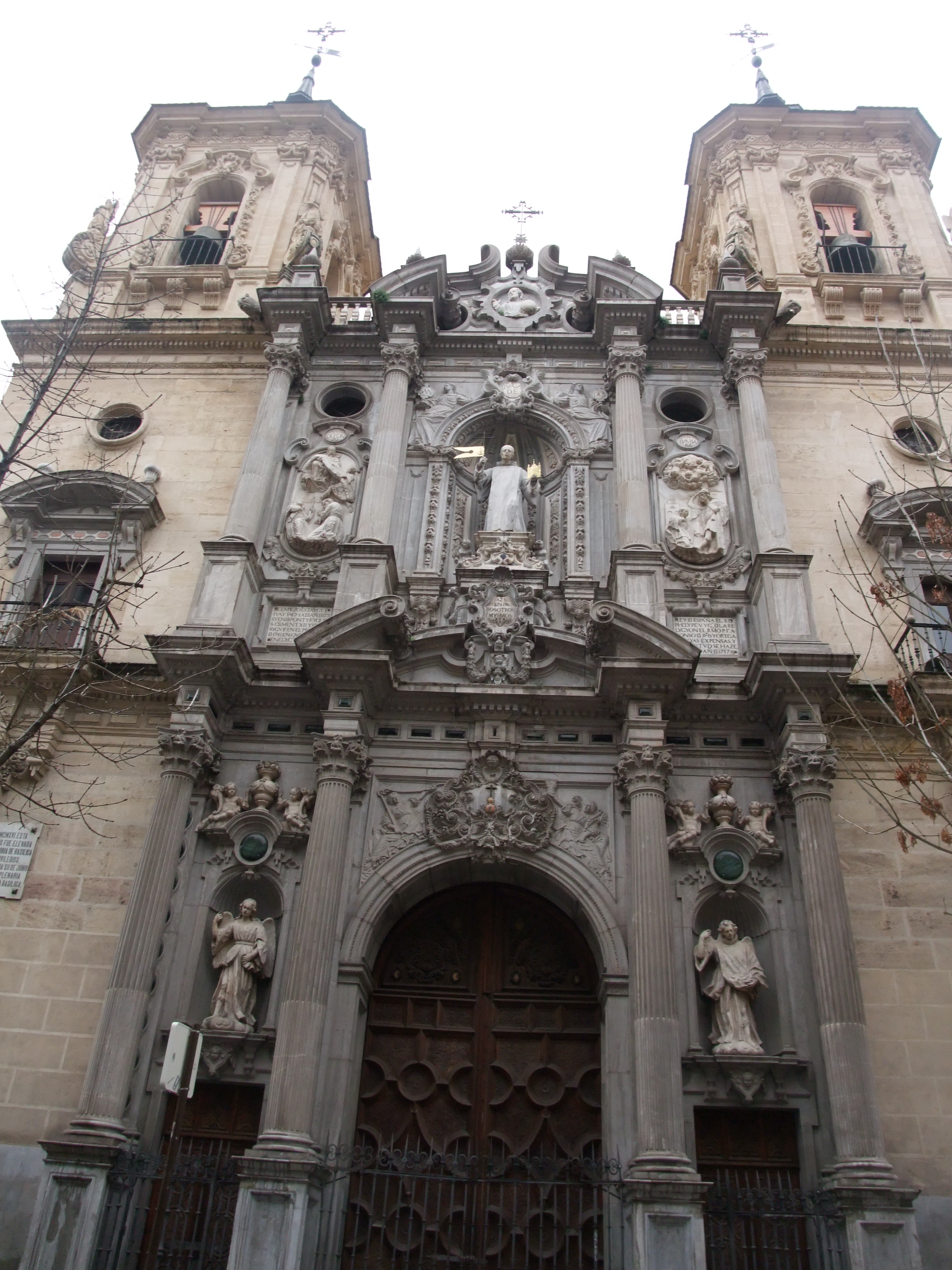
Basilica di San Giovanni di Dio a Granada.

Giovanni morì nella casa degli amici della famiglia Pisa l'8 marzo 1550, mezz'ora prima del suono della campana del mattino. Fu trovato in ginocchio con la croce in mano. Fu sepolto nella cripta della famiglia Pisa nel monastero vittoriano di San Paolo a Granada. Nel 1614 i suoi resti mortali furono trasferiti nella chiesa dell'ospedale dei Fratelli della Misericordia.
Il processo di beatificazione nell'Arcidiocesi di Granada fu avviato nel 1621 sulla base della biografia ufficiale pubblicata in diverse edizioni da Francisco de Castro, collaboratore di Juan de Dios e direttore dell'ospedale da lui fondato, che fu integrata dall'intervista a 68 testimoni viventi di 22 città spagnole. Nel 1625, la Sacra Congregazione dei Riti di Roma approvò la procedura e inviò un secondo questionario a Granada. Pareri favorevoli furono ricevuti, tra gli altri, dal re Filippo IV e da sua moglie Isabella. Il 21 settembre 1630, papa Urbano VIII beatificò Giovanni di Dio con conseguenti festeggiamenti a Granada. Il 16 ottobre 1690 fu canonizzato da papa Alessandro VIII. Nel 1759, le reliquie del santo furono trasferite nella cappella funeraria riccamente decorata della chiesa barocca costruita in suo onore tra il 1737 e il 1759 al posto dell'antica chiesa dell'ospedale, l'attuale Basilica di San Giovanni di Dio, dove sono venerate in una teca d'argento. Altre reliquie si trovano negli archivi del Museo di San Juan de Dios, che ha sede nella casa in cui morì. I documenti del processo di beatificazione sono stati riscoperti a Granada nel XIX secolo e studiati, tra gli altri, da Manuel Gómez-Moreno Martínez.
Intorno al 1775, Joseph Haydn compose la Missa brevis Sancti Joannis de Deo in si bemolle maggiore (Hob. XXII:7) per l'Ordine dei Fratelli Misericordiosi di San Giovanni di Dio a Eisenstadt.
Papa Leone XIII dichiarò San Giovanni di Dio patrono degli ospedali e dei malati il 27 maggio 1886, ; Pio XI aggiunse il patrocinio delle infermiere e delle loro associazioni il 28 agosto 1930. Nel 1940, Pio XII elevò San Giovanni a patrono della città di Granada. È anche onorato come patrono dei librai, dei tipografi e dei cartai. La sua festa si celebra l'8 marzo.
A San Giovanni di Dio, è dedicato l'Ospedale di Lagonegro (PZ).